# Absalom Iimbondi
Absalom Manyana Kamutyasha Iimbondi (ur. 11 października 1991 w Ongwedivie) – namibijski piłkarz grający na pozycji napastnika. Od 2017 jest zawodnikiem United Africa Tigers.

## Kariera klubowa
Karierę piłkarską Iimbondi rozpoczął w klubie Oshakati City FC. W 2009 roku zadebiutował w jego barwach w namibijskiej Premier League. W 2011 roku przeszedł do United Africa Tigers. W sezonie 2014/2015 zdobył z nim Puchar Namibii, a w sezonie 2015/2016 wywalczył mistrzostwo kraju. W sezonie 2016/2017 grał w botswańskim Mochudi Centre Chiefs SC. W 2017 wrócił do United Africa Tigers.

## Kariera reprezentacyjna
W reprezentacji Namibii Iimbondi zadebiutował 14 lipca 2015 roku w przegranym 1:2 meczu Mistrzostw Narodów Afryki 2016 z Zambią, rozegranym w Lusace.